# Джонс, Дэвид Ллойд
Дэвид Ллойд Джонс (англ. David Lloyd Jones, 1944) — австралийский ботаник и профессиональный садовод.  

## Биография
Дэвид Ллойд Джонс родился в 1944 году.
С детства он имел большой интерес к австралийской флоре, включая орхидеи.
Джонс работал профессиональным садоводом в Knoxfield Horticultural Research Institute Викторианского департамента сельского хозяйства в течение 14 лет. Там он сыграл важную роль в реализации многих инновационных программ в исследовании австралийских растений.
В 1968 году была сформирована Victorian Group of the Australasian Native Orchid Society, одним из основателей которой был Дэвид Ллойд Джонс. Позже он был удостоен пожизненного членства.
Джонс стал продуктивным автором книг по многим вопросам, связанным с растениями. В 1988 году была опубликована его книга Native Orchids of Australia — основной справочник по всем известным в то время видам орхидей.
В октябре 2001 года ему вручили Australian Orchid Foundation's prestigious "Award of Honour" в знак признания его огромного вклада в изучение орхидей в Австралии и на международном уровне.
Дэвид Ллойд Джонс внёс значительный вклад в ботанику, описав множество видов растений.

## Научная деятельность
Дэвид Ллойд Джонс специализируется на папоротниковидных и на семенных растениях.

## Некоторые публикации
- Native Orchids of Australia. 1988[2].